# Pandelus grisselli
Pandelus grisselli är en stekelart som beskrevs av Boucek 1993. Pandelus grisselli ingår i släktet Pandelus och familjen puppglanssteklar. Inga underarter finns listade i Catalogue of Life.